# 阿瓜蘇爾
阿瓜蘇爾（Aguazul）是哥倫比亞的城鎮，位於該國東部，由卡薩納雷省負責管轄，距離首府約帕爾27公里，面積1,330平方公里，海拔高度290米，2005年人口27,443。

## 外部連結
- （西班牙文） Aguazul official website

5°10′23″N 72°33′17″W / 5.17306°N 72.5547°W